# 俄罗斯防御
俄罗斯防御，又稱彼得罗夫防御，是國際象棋開局開放性開局的一種，走法為：
1.e4 e5 2.Nf3 Nf6